# Mare de Déu de Pueyos
La Mare de Déu de Pueyos és una advocació mariana catòlica i la patrona del municipi d'Alcanyís. Pueyos -que significa cim en el castellà modern- és un santuari marià situat al nord-oest d'Alcanyís a dos quilòmetres del riu Guadalop al costat de l'actual pista de carreres motorland. El santuari està integrat pel que era l'asil -avui dia l'església on se celebra el culte- i l'antiga ermita del segle xii.
La tradició de principis del segle xii narra l'aparició de la Verge Santa Maria a un senzill pastor anomenat Lucio. La Verge li va mostrar un figura romànica dient-li: 'vés a la vila (Alcanit) i fes pública la meva voluntat; vull que venereu aquesta imatge en aquest lloc, mentre porti aigües el Guadalop i la campinya sostingui plantes'.